# 1.ª Cerimônia Anual dos Prêmios Cinematográficos de Hong Kong
A 1.ª Cerimônia Anual dos Prêmios Cinematográficos de Hong Kong, honrou o melhor do cinema de 1981 e ocorreu em 9 de Março de 1982, no Centro de Artes de Hong Kong em Wan Chai, Hong Kong. A cerimônia foi apresentada por Eric Ng e Zhan Xiaoping, durante a cerimônia de premiação foi apresentada 5 categorias. A cerimônia foi patrocinada pela Radio Television Hong Kong (RTHK) e pela Revista City Entertainment.

## Premios
Os vencedores estão alistados em primeiro, e em negrito, e os indicados por duas cruzes (‡).

| Melhor Filme - Father and Son‡                                                                          | Melhor Diretor - Allen Fong – Father and Son‡ |
| Melhor Roteiro - Alfred Cheung – The Story of Woo Viet‡ Melhor Ator - Michael Hui – Security Unlimited‡ | Melhor Atriz - Kara Hui – My Young Auntie‡    |

## Ligações Externas
- Site Oficial